# Джарчелу (Урмія)
Джарчелу (перс. جارچلو) — село в Ірані, входить до складу дехестану Бакешлучай у Центральному бахші шахрестану Урмія провінції Західний Азербайджан.